# Vidisha
Vidisha là một thành phố và khu đô thị của quận Vidisha thuộc bang Madhya Pradesh, Ấn Độ.

## Địa lý
Vidisha có vị trí 23°32′B 77°49′Đ / 23,53°B 77,82°Đ Nó có độ cao trung bình là 424 mét (1391 feet).

## Nhân khẩu
Theo điều tra dân số năm 2001 của Ấn Độ, Vidisha có dân số 125.457 người. Phái nam chiếm 53% tổng số dân và phái nữ chiếm 47%. Vidisha có tỷ lệ 70% biết đọc biết viết, cao hơn tỷ lệ trung bình toàn quốc là 59,5%: tỷ lệ cho phái nam là 77%, và tỷ lệ cho phái nữ là 62%. Tại Vidisha, 15% dân số nhỏ hơn 6 tuổi.